# 이영 (1492년)
이영(李榮, 1492년 2월 10일 ~ 1583년 10월 20일)은 조선 중기의 학자이자 은사이다. 자(字)는 양수(陽臼+又), 호는 북산(北山), 본관은 우계(羽溪)이다. 조정의 부름을 거절하고 은둔생활을 하였으며, 영천 도촌(현, 봉화)에서 예안 녹전(현, 안동시 녹전면) 녹래리로 이주하였다. 뒤에 노인직으로 통정대부와 가선대부를 역임하였다. 경상북도 봉화 출신.

## 생애
할아버지는 도촌 이수형이며 아버지는 홍천현감 이대근(李大根)이고, 어머니는 안동권씨로 부호군 증 이조판서 권곤(權琨)의 딸이다. 형 이양은 충순위였으나 일찍 죽었고, 다른 형은 이당인데 정략장군 부호군을 지냈다.
그의 초기 행적은 미상이다. 후에 유일의 후손으로 조정에서 그를 불렀지만 사양하고 두문불출하였으며, 영천]도촌(후에 봉화로 편입되었다.)에서 예안 녹전 녹래리로 들어가 외부와 단절하고 은거하였다.
1572년(선조 5) 임신년에 수계(壽階)로 통정(通政)에 제수되었고, 1582년(선조 15) 임오년 승 가선대부에 제수되었다. 1583년(선조 16) 10월 20일에 사망하였다.
묘는 안동군 도산면 감산(甘山, 북고산(北高山)) 후곡 대평(大坪) 유좌(酉坐)에 있다. 후일 기록이 실전되었다가 뒤늦게 찾게되어 문소 김홍락(聞韶 金鴻洛)이 비문을 짓고, 글씨를 썼다.

## 가족 관계
- 아버지 : 이대근(李大根)
- 어머니 : 안동권씨, 증 이조판서 권곤의 딸
  - 형 : 이양(李梁)
  - 형 : 이당(李木+唐)
- 부인 : 봉화금씨, 부장 금진청(琴振淸)의 딸
  - 아들 : 이봉령(李鳳齡)
  - 아들 : 이황령(李凰齡)
  - 아들 : 이기령(李騏齡)

## 참고
- 묘갈명, 안동시 도산면 감산 소재